# Lily Spandorf

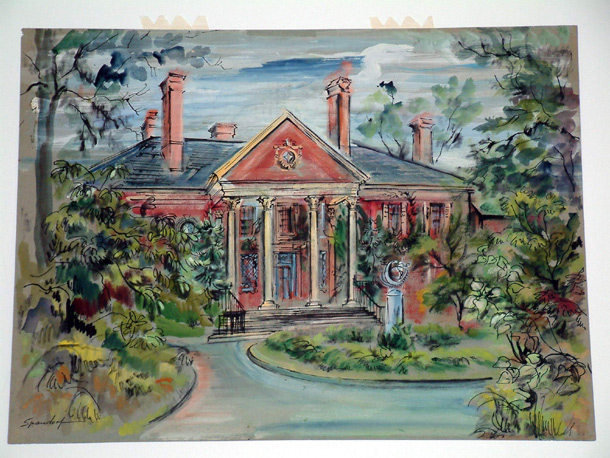
Front View of Tregaron (1961)

Lily Spandorf (* 3. September 1914 in Prerau als Gabriele Spandorf; † 4. Februar 2000 in Alexandria, Virginia) war eine österreichische Malerin und Schriftstellerin.

## Leben
Spandorf studierte in den 1930er Jahren an der Kunstgewerbeschule des österreichischen Museums bei Wilhelm Müller-Hofmann. In dieser Zeit veröffentlichte sie auch Gedichte und Prosa in verschiedenen Wiener Zeitungen. Für 1936 ist eine Lesung ihrer Werke durch Lilly Stepanek bekannt.

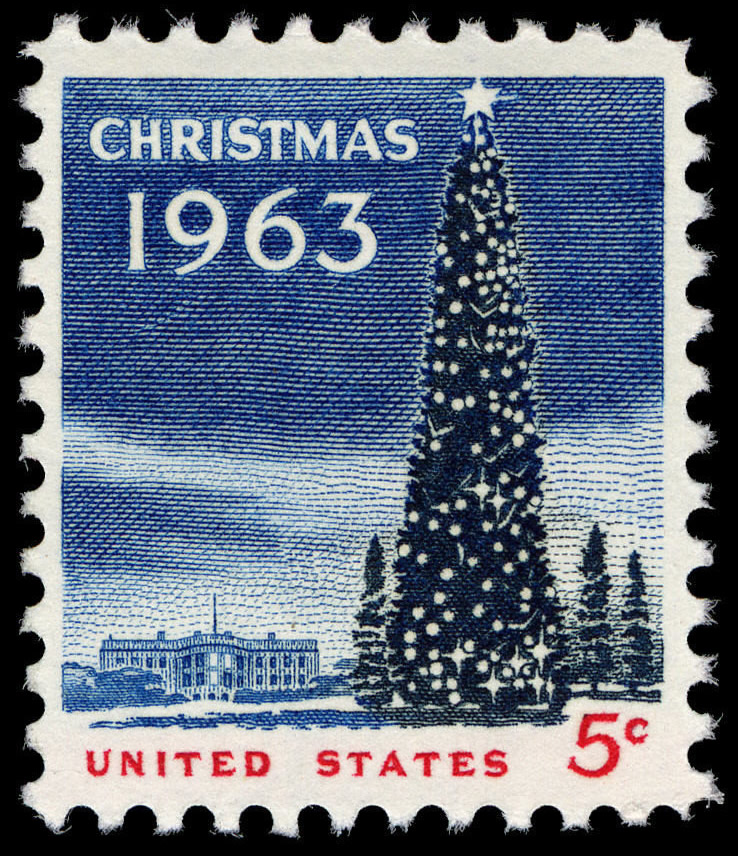
US-amerikanische Weihnachtsbriefmarke von 1963, gestaltet von Lily Spandorf

Sie emigrierte 1938 nach London, wo sie bis 1959 lebte, unterbrochen von Reisen nach Italien. 1959 emigrierte sie in die Vereinigten Staaten, wo sie zunächst in New York wirkte und ab 1960 in Washington, D.C. Bekannt wurde Spandorf unter anderem für ihre Bilder für das Weiße Haus. Ihre Darstellung des National Christmas Tree wurde 1963 für die US-amerikanische Weihnachtsbriefmarke benutzt. Von Lyndon B. Johnson wurde sie beauftragt, mehrere Szenen Washingtons zu malen, die als offizielle Geschenke an ausländische Würdenträger dienen sollten, darunter Prinzessin Margaret und Park Chung-hee. Als Illustratorin arbeitete sie für The Washington Post, National Geographic und den Washington Evening Star. In den späten 1980er Jahren widmete ihr das National Museum of Women in the Arts eine Ausstellung.
Spandorf verwendete vor allem Wasserfarbe und Gouache. Ihr Stil wird als impressionistisch beschrieben. Ihre Spezialität waren Alltagsszenen.

## Werke
- Washington Never More. Grew Pub, 1988.